# Aulocara
Aulocara is een geslacht van rechtvleugeligen uit de familie veldsprinkhanen (Acrididae). De wetenschappelijke naam van dit geslacht is voor het eerst geldig gepubliceerd in 1876 door Scudder.

## Soorten
Het geslacht Aulocara omvat de volgende soorten:
- Aulocara brevipenne Bruner, 1905
- Aulocara elliotti Thomas, 1870
- Aulocara femoratum Scudder, 1899